# روزماري بوبا
روزماري بوبا (بالإنجليزية: Rosemary Popa)‏ هي مجدفة أسترالية، ولدت في 30 ديسمبر 1991 في ملبورن في أستراليا.

## وصلات خارجية
- روزماري بوبا على موقع الاتحاد الدولي للتجديف (الإنجليزية)
- روزماري بوبا على موقع الاتحاد الدولي للتجديف (الإنجليزية)
- روزماري بوبا على موقع أوليمبيديا (الإنجليزية)
- روزماري بوبا على موقع اللجنة الأولمبية الأسترالية (الإنجليزية)